# Rock n’ Roll Racing
Rock N’ Roll Racing (с англ. — «Гонки под рок-н-ролл») — видеоигра в жанре аркадные боевые гонки, выпущенная компанией Blizzard в 1993 году для игровых приставок Sega Mega Drive и Super Nintendo. В 2003 году игра была переиздана для Game Boy Advance. Представляет собой гоночный симулятор с возможностью применять во время заезда оружие и прочие средства, способные значительно задержать противников. Имеет режим для одного и двух игроков.

## Игровой процесс
В каждом заезде принимают участие 4 гонщика, в зависимости от выбранного режима одним из них или двумя могут управлять игроки, остальные автомобили управляются искусственным интеллектом игры. Гоночная трасса отображается в изометрической проекции.
Основной акцент в игре сделан на возможность атаковать соперника; однако взорванная машина через несколько секунд снова оказывается на трассе с полным запасом здоровья, единственный причиняемый при этом ущерб — задержка противника и потеря им позиции. Игроки получают «бонус атаки» в виде денежного вознаграждения каждый раз, когда взрывают машину соперника с помощью своего оружия (и сходный «бонус круга», когда обходят соперника на один круг). Разрушению и восстановлению автомобилей так же способствуют распределённые на трассе мины и аптечки. Также на трассе присутствуют денежные бонусы. Среди других препятствий — лужи моторного масла, обледеневшие участки или лужи лавы (в зависимости от планеты, на которой проводится гонка), а также многочисленные трамплины и редкие пропасти.
События, происходящие на трассе, освещаются комментатором «Loudmouth Larry» (Larry «Supermouth» Huffman), который с энтузиазмом выдаёт фразы вроде «The stage is set, the green flag drops!» или «Rip: is about to blow!» (между именем персонажа и следующей за ним фразой всегда присутствует небольшая пауза, которая объясняется тем, что для каждого имени и каждой фразы используется отдельный звуковой фрагмент).
В перерыве между гонками игроки могут потратить заработанные деньги на улучшение оборудования своей машины (двигатель, шины, подвеска и броня) или увеличение боезапаса (энергетические лучи, ракеты, масло, мины) и запаса турбо (прыжки, ускорение), максимум до 7 слотов. Несмотря на ограниченный запас, израсходованные оружие и турбоускорение восстанавливаются после каждого круга.
Каждый заезд включает в себя четыре круга. Деньги нужны для покупки улучшений и новых машин, а очки — для перехода в следующую лигу или на следующую планету. В режиме игры для двух игроков, если лишь один из них имеет достаточное количество очков, персонаж спрашивает: «Leave your loser friend behind?» («Оставить твоего приятеля-неудачника позади?»), позволяя игроку продолжать в одиночку и удаляя второго игрока из игры. Покинутому игроку остаётся лишь надеяться на то, что он записал наиболее свежий пароль (пароли доступны на экране «F/X») и что более удачливый игрок восстановит игру и даст ему второй шанс.

## Музыка
В качестве музыкального оформления Rock N' Roll Racing использованы узнаваемые мелодии известных групп, такие как:
- «Paranoid» от Black Sabbath
- «The Peter Gunn Theme» от Генри Манчини
- «Highway Star» от Deep Purple
- «Radar Love» от Golden Earring (только для Sega Mega Drive/Genesis)
- «Born to Be Wild» от Steppenwolf
- «Bad to the Bone» Джорджа Торогуда

## Оценки и награды
| Сводный рейтинг | Сводный рейтинг |
| Агрегатор       | Оценка          |
| --------------- | --------------- |
| GameRankings    | 82,29 %         |

В 1993-м году журнал Electronic Gaming Monthly назвал Rock N' Roll Racing «лучшей автомобильной гонкой».